# Jovens Tardes
Jovens Tardes foi um programa de televisão brasileiro produzido pela TV Globo e exibido de 27 de outubro de 2002 até 18 de janeiro de 2004 aos domingos, sob criação e direção de Marlene Mattos. Era apresentado por Wanessa Camargo, KLB, Pedro & Thiago, Luiza Possi, Fael Mondego e Carolina Magalhães. 
Foi reapresentado no Canal Viva a partir de 21 de junho de 2015 até o final daquele ano.

## O programa
O programa era focado em um gênero musical diferente a cada semana como rock, sertanejo, bossa nova, samba e MPB, além de temáticas especiais como clássicos do cinema, década de 1980 e temas de novelas. Os apresentadores interpretaram músicas que se relacionavam com os temas e recebiam convidados especiais para cantar no palco, além de ter depoimentos e entrevistas de artistas que marcaram o enunciado.

## Exibição
| Temp. | Exibição original     | Exibição original     |
| Temp. | Estreia               | Final                 |
| ----- | --------------------- | --------------------- |
| 1ª    | 27 de outubro de 2002 | 5 de janeiro de 2003  |
| 2ª    | 23 de março de 2003   | 12 de outubro de 2003 |
| 3ª    | 19 de outubro de 2003 | 18 de janeiro de 2004 |

## Produção
Em setembro de 2002 a diretora Marlene Mattos elaborou um projeto de um especial musical de final de ano sobre a Jovem Guarda, intitulado Jovens Tardes, o qual seria apresentado inicialmente em duas partes. Foi o primeiro programa da diretora após o fim da parceria de quase duas décadas com a apresentadora Xuxa. O especial foi ao ar a partir de 27 de outubro, trazendo a apresentação do grupo KLB, da dupla Pedro e Thiago e dos cantores Wanessa Camargo e Fael Mondego, no qual eles interpretando as canções da época e recebiam convidados da Jovem Guarda, sendo dividido em cinco finais de semana. Em março de 2003, devido a boa recepção do especial de final de ano, o Jovens Tardes se torna um programa fixo na grade da emissora, sendo apresentado semanalmente aos domingos a tarde com os mesmos apresentadores, além da inclusão de Luiza Possi, sendo que cada programa passou a ser focado em um tema diferente, trazendo convidados especiais para interpretá-las.
Entre os momentos ilustres, o programa recebeu as cantoras Emilinha Borba e Marlene, que mantinham uma rivalidade pública desde a década de 1950 e cantaram juntas encerrando este ciclo, além da entrevista com Celly Campelo, intérprete dos sucessos "Banho De Lua" e "Estúpido Cupido", sua última aparição antes de falecer. Durante alguns eventuais compromissos de shows dos apresentadores titulares, outros nomes substituíram durante uma edição – o cantor Mario Veloso e o ator Jonathan Haagensen no especial de música brega e a modelo Daniella Sarahyba na edição de música sertaneja. Em outubro de 2003 os integrantes do KLB deixaram o comando, alegando exaustão por terem uma agenda muito grande de shows, sendo que eles e Fael foram substituídos por Marcelo França e Carolina Magalhães. Em 18 de janeiro de 2004 o programa chega ao fim com a saída de Marlene Mattos da Rede Globo após diversas divergências com os diretores da emissora. A diretora chegou a oferecer um programa nos mesmos moldes apenas para Wanessa na Band, o qual foi recusado por ela.

## Controvérsias
Durante as gravações no especial em 2002 Wanessa Camargo e Leandro Scornavacca, do KLB – que eram ex-namorados – se desentenderam nos bastidores. Em 2003 Junior Lima recusou o convite para interpretar músicas do filme Grease ao lado de Wanessa, uma vez que Sandy, sua irmã e que na época ainda fazia dupla com ele, não foi igualmente convidada. Inezita Barroso recusou o convite para cantar no especial sobre música sertaneja devido a seu posicionamento contra os artistas do gênero naquela época, tidos por elas como uma fraude por fugirem da profundidade dos temas do campo ao apostarem em músicas sobre bebida e festa.

## Apresentação
| Apresentadores     | Temporadas | Temporadas | Temporadas |
| Apresentadores     | 1ª         | 2ª         | 3ª         |
| ------------------ | ---------- | ---------- | ---------- |
| Wanessa Camargo    |            |            |            |
| Pedro & Thiago     |            |            |            |
| KLB                |            |            |            |
| Fael Mondego       |            |            |            |
| Luiza Possi        |            |            |            |
| Carolina Magalhães |            |            |            |
| Marcelo França     |            |            |            |

## Trilha sonora
Em 15 de dezembro de 2002 foi lançado um álbum compilando músicas apresentadas no programa durante a primeira temporada.
Faixas
| N.º | Título                                               | Interprete(s)                         | Duração |  |
| 1.  | "Eu Não Sabia Que Você Existia (You Are Everything)" | Wanessa Camargo e Leandro Scornavacca | 3:20    |  |
| 2.  | "Aquele Beijo Que Te Dei"                            | Pedro & Thiago                        | 2:36    |  |
| 3.  | "O Passo do Elefantinho (Baby Elephant Walk)"        | SNZ                                   | 3:34    |  |
| 4.  | "Broto Legal (I´m In Love)"                          | Fael                                  | 4:11    |  |
| 5.  | "Alguém na Multidão"                                 | KLB                                   | 2:57    |  |
| 6.  | "Garota Do Roberto"                                  | Deborah Blando                        | 3:44    |  |
| 7.  | "Quem Não Quer (Black is Black)"                     | LS Jack                               | 3:08    |  |
| 8.  | "Última Canção"                                      | Pedro & Thiago                        | 3:48    |  |
| 9.  | "Esqueça (Forget Him)"                               | Fábio Junior                          | 3:21    |  |
| 10. | "Estúpido Cupido (Stupid Cupid)"                     | Wanessa Camargo                       | 4:28    |  |
| 11. | "Help!"                                              | KLB                                   | 3:28    |  |
| 12. | "Feche os Olhos (All My Loving)"                     | Fael                                  | 3:57    |  |
| 13. | "The Rise And Fall Of Flingel Blunt"                 | The Shadows                           | 3:18    |  |

| Edição do site Globo.com |                                  |                                       |         |  |
| N.º                      | Título                           | Interprete(s)                         | Duração |  |
| 14.                      | "You Are Everything"             | Wanessa Camargo e Leandro Scornavacca | 1:54    |  |
| 15.                      | "Ele Está de Olho em Mim (Mama)" | Kelly Key                             | 1:00    |  |